# Barbara Andrejczyn
Barbara Emilia Andrejczyn (ur. 7 czerwca 1933 w Niepołomicach, zm. 24 grudnia 2015 w Gdyni) – polska lekarka, poseł na Sejm PRL VII kadencji (1976–1980).

## Życiorys
Córka Józefa i Stefanii. Studiowała w Akademiach Medycznych w Krakowie i Gdańsku, w 1959 uzyskała dyplom lekarza medycyny. Pracowała w miejskiej przychodni rejonowej w Gdyni. W 1961 wstąpiła do Polskiej Zjednoczonej Partii Robotniczej. Była I sekretarzem podstawowej organizacji partyjnej służby zdrowia. Zasiadała w plenum Komitetu Miejskiego PZPR w Gdyni przez 3 kadencje (od 1962). Od 1 czerwca 1969 pełniła mandat radnej. W latach 1976–1980 sprawowała mandat poselski w okręgu gdyńskim. Członek komisji sejmowych: Pracy i Spraw Socjalnych oraz Zdrowia i Kultury Fizycznej.
Pochowana na cmentarzu Witomińskim w Gdyni (kwatera 4-1-1).

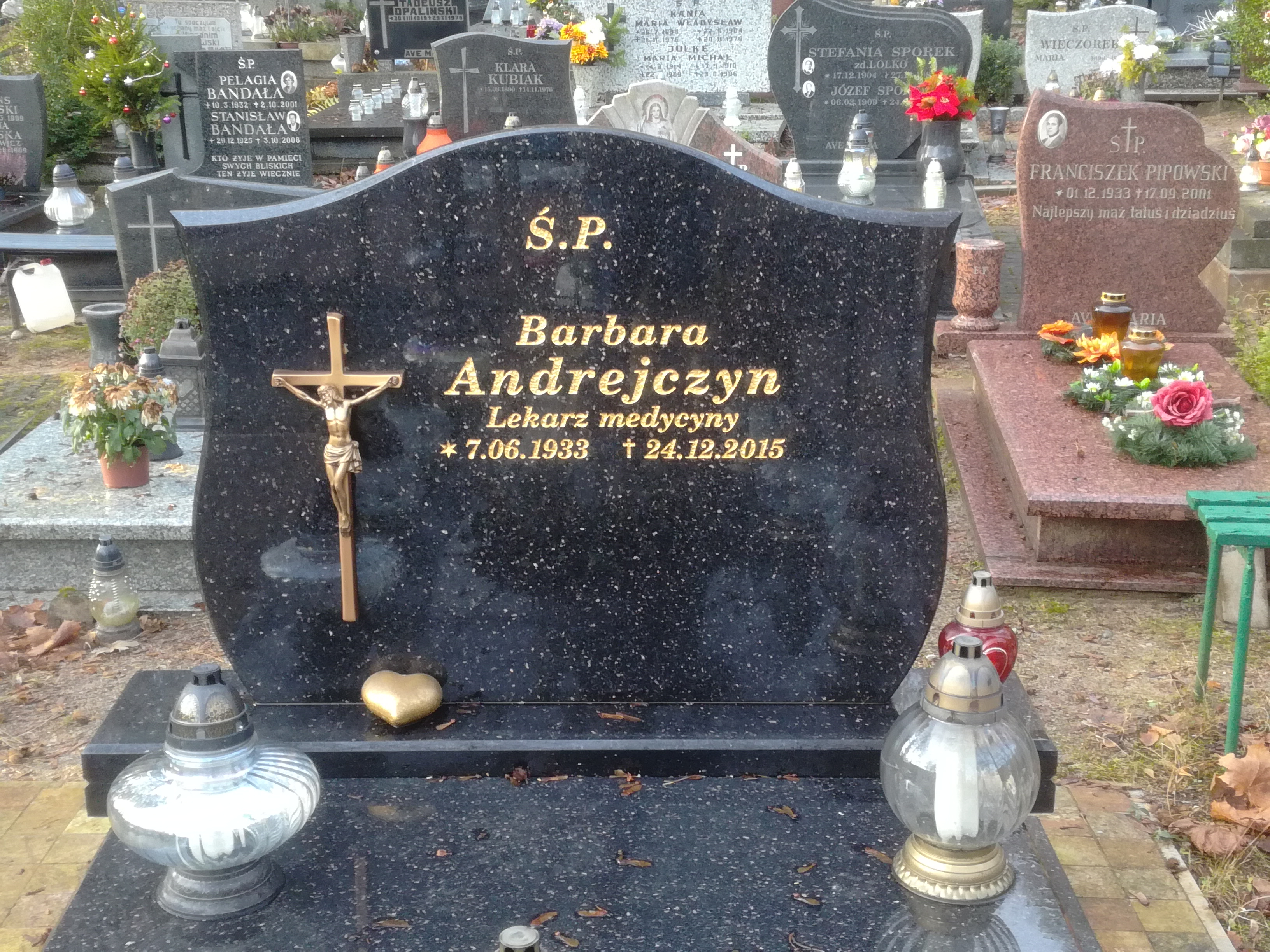
Grób Barbary Andrejczyn na cmentarzu Witomińskim

## Odznaczenia
- Złoty Krzyż Zasługi
- Srebrny Krzyż Zasługi
- Medal 30-lecia Polski Ludowej
- Odznaka „Zasłużony Ziemi Gdańskiej”